# Laguna Hedionda
 (août 2018).
Si vous disposez d'ouvrages ou d'articles de référence ou si vous connaissez des sites web de qualité traitant du thème abordé ici, merci de compléter l'article en donnant les références utiles à sa vérifiabilité et en les liant à la section « Notes et références ».
La laguna Hedionda est un lac salé altoandin située dans la province de Nor Lípez du département de Potosí, en Bolivie, près de la frontière chilienne. 
Située à 4 121 m d'altitude au sud de la lagune Cañapa, elle a une superficie de 3 km2.